# 小行星9705
小行星9705（9705 Drummen）是一颗绕太阳运转的小行星，为主小行星带小行星。该小行星于1977年10月16日发现。

## 轨道参数
小行星9705的轨道半长轴为3.0473123 UA，离心率为0.131。